# Burg Sparneck
Die Burg Sparneck war eine Burganlage im Markt Sparneck im oberfränkischen Landkreis Hof.

## Geschichte

### Zur Entstehung des Namens Sparneck

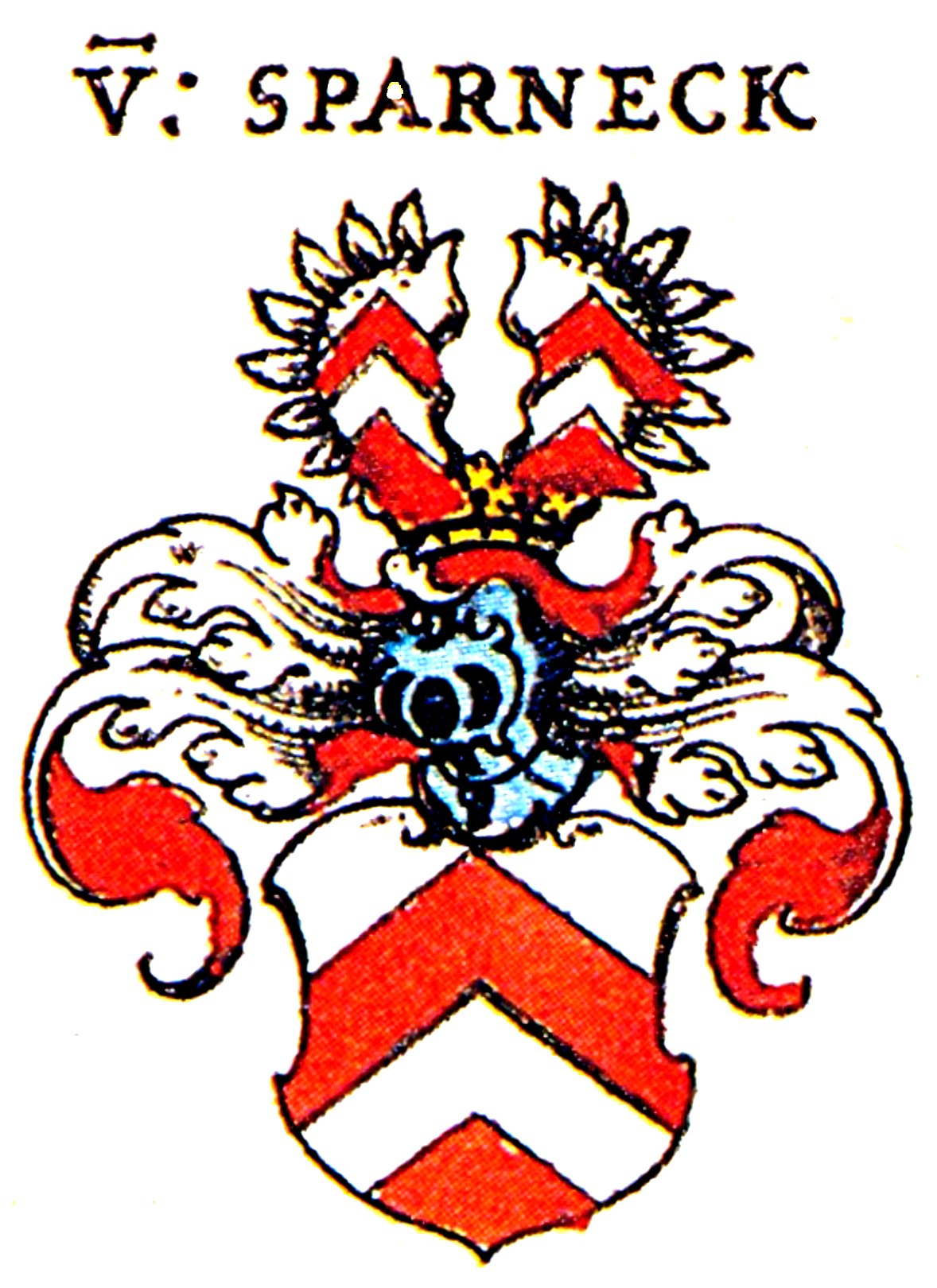
Das Wappen derer von Sparneck in Siebmachers Wappenbuch

Sparneck lässt sich vom ursprünglichen Wort Sparrenhecke herleiten. Dieses setzt sich zum einen aus dem Wort Sparren, das sich auf das mit zwei roten Sparren verzierten Wappen derer von Sparneck bezieht, und zum anderen aus dem mittelhochdeutschen Wort hecke oder eck zusammen. Dieses bedeutet frei übersetzt auf einem Bergsporn gelegen und beschreibt die Lage der Hauptburg in Sparneck.
Als sich in der Mitte des 12. Jahrhunderts ein Machtwechsel im nördlichen Fichtelgebirge vollzog, ließen sich Teile des Gefolges der Markgrafen von Vohburg auf dem Waldstein nieder. Die Herren von Waldstein, wie sie sich nun nannten, lassen sich von 1170 bis 1206 urkundlich nachweisen. Seit 1202 sind auch die Herren von Sparnberg, die der Sippe derer von Waldstein entsprossen, bezeugt. Sie lebten auf der Burg Sparnberg in einer Saaleschlinge zwischen Hirschberg und Blankenberg.
Ein Mann namens Rüdiger, der dieser Sparnberger Linie entstammte, ließ sich zwischen 1200 und 1223 am Fuße der Stammburg seiner Vorfahren, dem Waldstein, nieder. Er wurde am 10. November 1223 als Zeuge in Eger „Rudergus de Sparrenhecke“ genannt und war somit der erste Herr von Sparneck.

### Die Geschichte des Dorfes Sparnecks
Auch wenn man aus dem Auftreten des Rüdiger von Sparneck bereits 1223 auf die Existenz einer Burg schließen kann, wurde ein „castrum Sparnecke“ erst im Jahr 1298 genannt, als Babo von Sparneck seinen Besitz an die Vögte von Plauen verpfändete und diese Ulrich Sack von Planschwitz mit Teilen der Burgen Waldstein und Sparneck und der Stadt Münchberg mit allen dazugehörigen Nutzungen und Rechten belehnten. Die Sparnecker erhielten ihren Besitz nach kurzer Zeit zurück und verliehen am 13. Juli 1364 Münchberg das Nürnberger Stadtrecht. Später erhielt Münchberg auch die Höhere Gerichtsbarkeit und das Marktrecht.

### Die Burg in Sparneck
Es fehlen Quellen, die über etwaige Beschädigungen der Burg im Laufe der Jahrhunderte Aufschluss geben könnten: So zogen zwar die Hussiten 1430 durch Sparneck, doch fehlen Nachweise, ob sie es verwüsteten. Im Bayerischen Krieg, den Markgraf Albrecht Achilles 1459 bis 1463 gegen die weltlichen und geistlichen Fürsten führte und der auch im Fichtelgebirge wütete, blieb der Besitz der Sparnecker „durch Gottes Hilfe“ verschont.

### Zerstörung der Burg durch den Schwäbischen Bund 1523
In der Mitte des 15. Jahrhunderts betätigten sich viele einst mächtige Herren in einer Weise, die später als Raubrittertum bezeichnet wurde, um so ihren Besitz zu erhalten. Hierbei trat Hans Thomas von Absberg um 1500 in Franken besonders hervor. Er entführte mehrmals Kaufleute und verlangte für ihre Freilassung ein hohes Lösegeld. Am 24. Juni 1520 überfiel er eine Gruppe Reisender am Hahnenkamm. Graf Joachim von Oettingen, der mit der Gruppe zog, wurde im Handgemenge so schwer verwundet, dass er am 6. Juli seinen Verletzungen erlag. Dieses Ereignis wurde auch dem Schwäbischen Bund und Karl V., der gerade zum deutschen Kaiser gekürt worden war, gemeldet, der daraufhin die Reichsacht über den Absberger aussprach. Im Mai 1521 schließlich überfiel Absberg eine Gruppe von Heimkehrern vom Reichstag in Worms in der Knittlinger Steige. Dabei fielen ihm Hans Lamparter von Greiffenstein (Sprecher des Kaisers) und Johann Lucas, der im Auftrag des Kaisers Geldgeschäfte abwickelte, in die Hände. Er brachte sie nach mehreren Stationen auf den Waldstein, von wo sie allerdings fliehen und nach Nürnberg gelangen konnten. Dort gaben sie die Sparnecker als Helfer des Absbergers an. Am 1. Juni wurde ein gewaltiges Heer, das aus 10.000 Fußsoldaten und 1000 Reitern bestand und 100 Büchsen, 33 Kanonen und 900 Zentner Schwarzpulver mit sich führte, aufgestellt. Am 10. Juli erreichten die Truppen das Schloss Sparneck und brannten es bis auf die Grundmauern nieder. In einem der Burg benachbarten Haus lebte die Witwe des Rüdiger von Sparneck, Berichten zufolge eine hübsche junge Frau, die die Soldaten anflehte, ihr Haus zu verschonen. Doch trotz aller Vorsichtsmaßnahmen (es wurden sogar die Bürger mit dem Schutz des Hauses vor dem wütenden Feuer beauftragt) entzündete es sich wegen der großen Hitze und die Frau musste vor dem Tode gerettet werden. Mit dem „Ander Haus“ auf dem Holzschnitt ist wahrscheinlich das Schloss Stockenroth gemeint, das dem Wolf von Sparneck gehörte und von dessen Zerstörung kein Holzschnitt existiert. Das Schloss verfiel und wurde von den Sparneckern, deren Ende damit besiegelt war, nicht wieder aufgebaut. Die Lehen Sparneck, Waldstein und Stockerode (mit weiteren 22 abgabenpflichtigen Dörfern) wurden von der Krone Böhmen eingezogen und an Christoph Haller von Hallerstein auf Burg Ziegelstein († 1581), Rat Kaiser Karls V., verkauft. Der Letzte der Familie Sparneck verstarb 1744 in Wunsiedel.

### Der Holzschnitt des Hans Wandereisen
Hauptartikel: Wandereisen-Holzschnitte von 1523

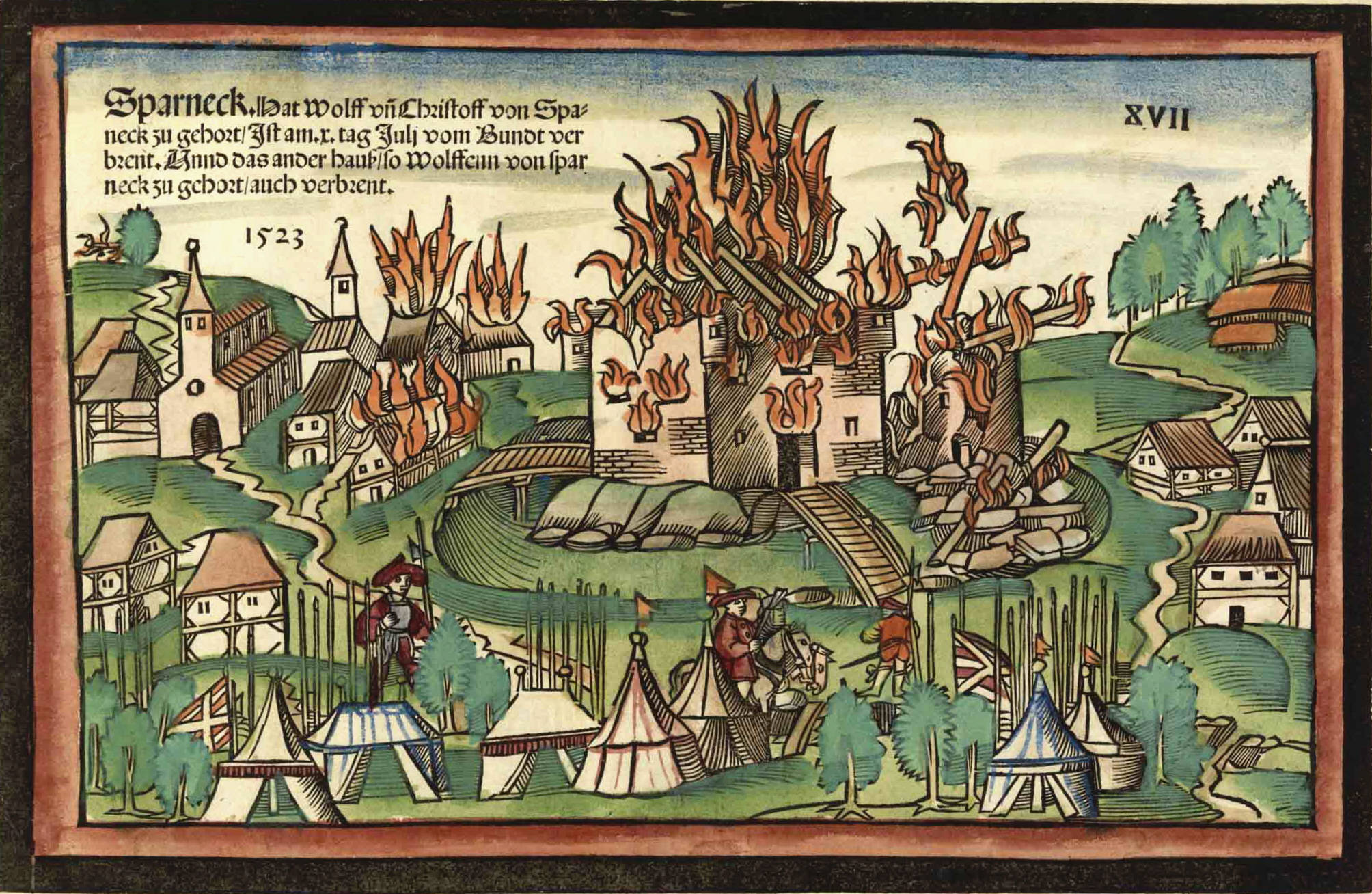
Nachträglich colorierter Holzschnitt des Hans Wandereisen von 1523

Auf dem Holzschnitt von Hans Wandereisen beherrscht die Burg das Dorf von einer Anhöhe aus. Sie besteht aus einem Palas mit Scharwachttürmchen an den Ecken. An der rechten Seite sind die Überreste des bereits zerstörten Bergfriedes zu erkennen, der von der Wucht der Explosion hochgehoben wurde; drei Stockwerke fielen in den Burggraben. Die Burg ist durch einen umlaufenden Wassergraben geschützt. Im Vordergrund ist das Lager der bündischen Truppen zu erkennen. Rechts und links von der Burganlage sind Teile des Dorfes dargestellt. Bei den brennenden Häusern handelt es sich um Bürggüter und Stallungen. Auch das Kloster, das von Friedrich von Sparneck gestiftet wurde, ist zu erkennen.

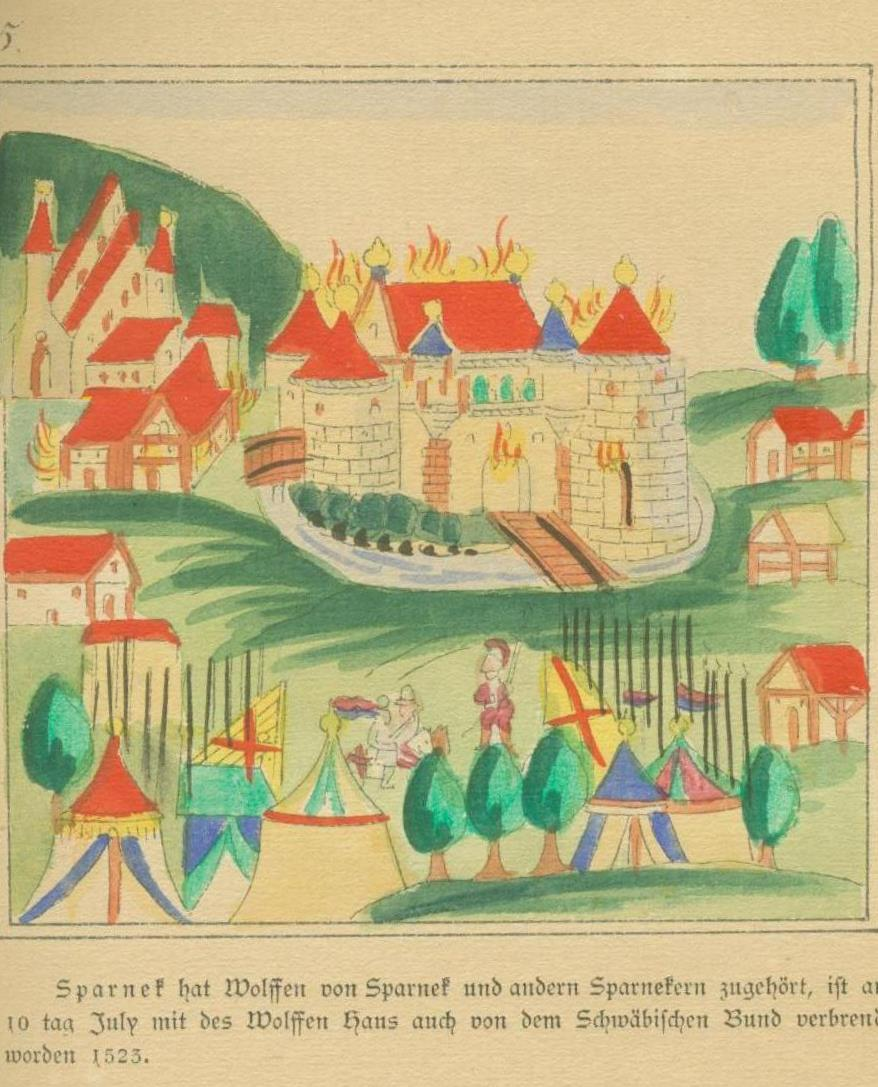
Der Holzschnitt von Joseph Baader aus dem 19. Jahrhundert

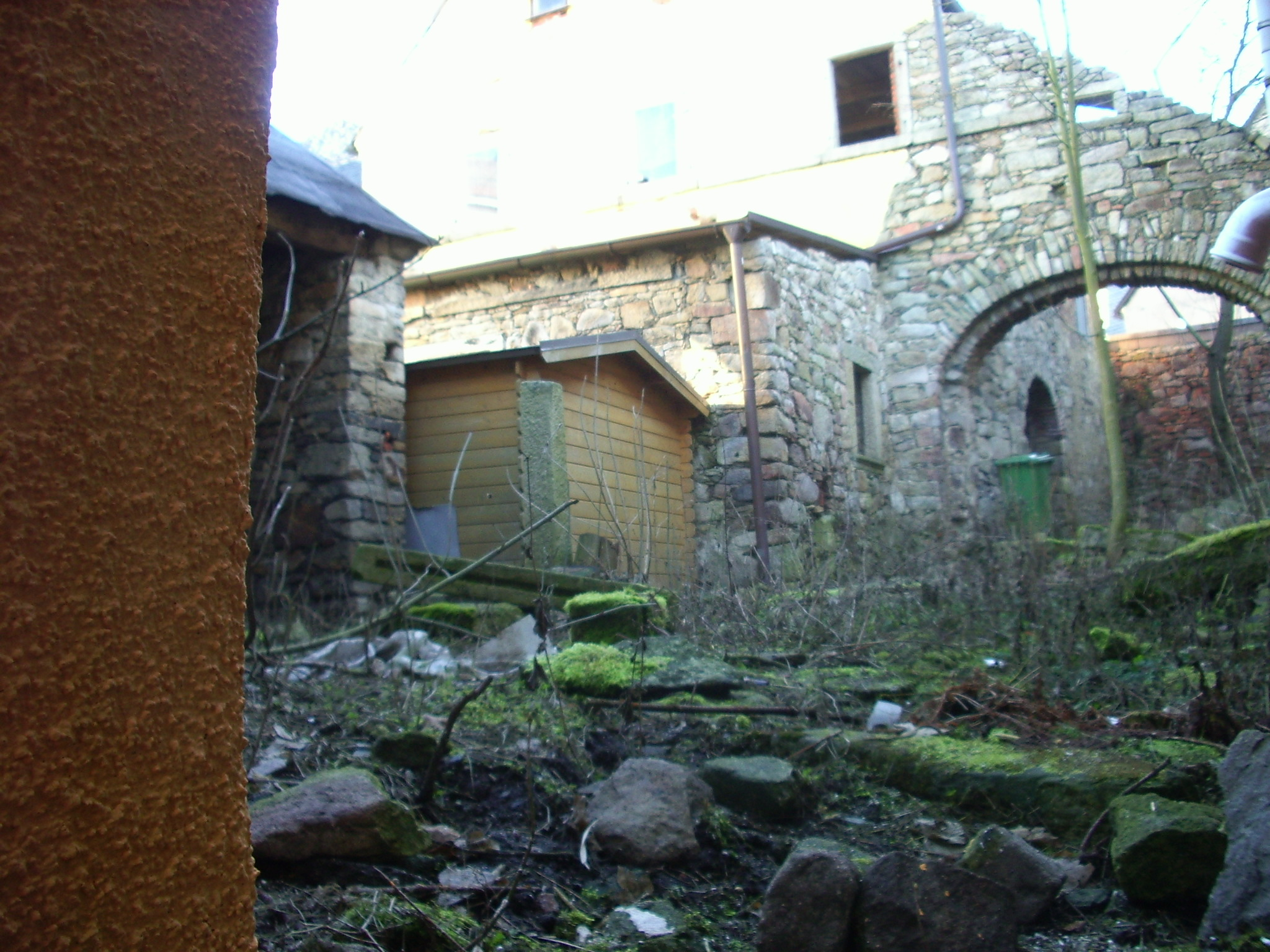
Die Rückseite des Amtshauses. Es sind noch Teile der ehemaligen Burg auszumachen

#### Variationen
1880 veröffentlichte Joseph Baader ein Werk über den Zug des Schwäbischen Bundes 1523 mit genauer Beschreibung aller 23 Burgen und entsprechenden Holzschnitten. Baader orientierte sich bei seiner Nachzeichnung an den Wandereisen-Originalen. Allerdings unterliefen ihm dabei gravierende Fehler. Der Baadersche Holzschnitt zeigt die Burg zwar in der Mitte des Dorfes, doch ist die Darstellung der Anlage sehr unrealistisch. So zeichnete Baader zum Beispiel drei größere Türme, von denen einer den Bergfried darstellen soll. Die beiden anderen Türme an den Ecken des Palas waren in Wirklichkeit kleine Scharwachttürmchen als Teile des Wehrganges. Auch die blaue Dacheindeckung mit goldenen Kugeln auf den Turmspitzen entsprach nicht der Wirklichkeit, da der Palas mit einfachen roten Schindeln gedeckt war und ein schlichtes Satteldach besaß. Für weitere Nachforschungen können die Schnitte des Joseph Baader, der sonst hervorragende Arbeit leistete, nicht als Quelle herangezogen werden.

### Nachfolgebau: Das Hartungsche Amtshaus
Im Jahre 1730 erbaute der markgräfliche Amtmann Hartung auf den Mauern des Schlosses ein Amtshaus, das noch heute in seiner fast ursprünglichen Form erhalten ist. Im hinteren Außenbereich sind noch einige Mauerteile des Schlosses vorhanden. 1763 entstand das Feezsche Amtshaus.

## Die Burg heute
Vom Sparnecker Schloss sind nur die Keller und Teile der ehemaligen Stallungen erhalten, die heute von den Anwohnern immer noch benutzt werden. Auch ist der Burgstall mit dazugehörigem Burggraben noch an einigen Stellen sichtbar. Das 1730 erbaute Amtshaus soll in ein Heimatmuseum umgewandelt werden.